# Hudson (Indiana)
Hudson é uma cidade  localizada no estado americano de Indiana, no Condado de Steuben.

## Demografia
Segundo o censo americano de 2000, a sua população era de 596 habitantes.
Em 2006, foi estimada uma população de 576, um decréscimo de 20 (-3.4%).

## Geografia
De acordo com o United States Census Bureau tem uma área de
2,1 km², dos quais 2,1 km² cobertos por terra e 0,0 km² cobertos por água.

## Localidades na vizinhança
O diagrama seguinte representa as localidades num raio de 16 km ao redor de Hudson.